# Dysoptus probata
Dysoptus probata är en fjärilsart som beskrevs av Walsingham 1914. Dysoptus probata ingår i släktet Dysoptus och familjen Arrhenophanidae. Inga underarter finns listade i Catalogue of Life.